# Die Nackten und die Toten
Die Nackten und die Toten (Original: The Naked and the Dead) ist ein Roman von Norman Mailer aus dem Jahr 1948. Er handelt vom Alltag, Kampf und Tod einer US-amerikanischen Kompanie, die während des Zweiten Weltkrieges auf einer Insel im Pazifik gegen die japanischen Truppen kämpft.

## Zum Autor
Mailer meldete sich 1944 freiwillig zur Armee und war Infanteriesoldat im Pazifik. Er schreibt im Roman über Selbsterlebtes, von jungen Menschen seines Alters, und er urteilt über ältere Menschen, über vorgesetzte Offiziere, über deren Moral, aber auch über die Moral seiner Generation.

## Rahmenhandlung
Der Roman handelt von der Eroberung der fiktiven Pazifikinsel Anopopei durch amerikanische Truppen während des Zweiten Weltkriegs.
Die meisten der näher beschriebenen Figuren gehören einem circa 12-köpfigen Aufklärungszug an. Bei der an sich problemlosen Landung der US-Truppen auf der Insel wird der Soldat Hennessey beim allerersten Gefecht mit den Japanern noch am Strand tödlich verwundet. Hennesseys Tod wird von den anderen aber gelassen hingenommen, da dieser noch neu im Zug war.
Die Männer werden danach wochenlang mit strapaziösen Straßenbauarbeiten beschäftigt. Bei einem japanischen Gegenangriff verteidigt die nun an der Kampffront eingesetzte Gruppe erfolgreich ein Flussufer.
Dann gerät der Vormarsch der amerikanischen Truppen an einer gut ausgebauten Verteidigungsstellung im Hinterland der Insel ins Stocken. Nach zahlreichen Streitereien überträgt General Cummings seinem bisherigen Adjutanten Leutnant Hearn das Kommando über den Aufklärungszug. Die Einheit wird daraufhin zu einem riskanten Erkundungsunternehmen hinter die japanischen Linien entsandt. Nach einem beschwerlichen Marsch quer durch den Dschungel des Hinterlandes von Anopopei gerät die Gruppe an einem Bergpass in einen japanischen Hinterhalt. Dabei wird der Soldat Wilson schwer verwundet.
Daraufhin trennt sich die Gruppe. Ein Teil des Zuges trägt den verwundeten Wilson in einem tagelangen Gewaltmarsch quer durch den Dschungel Richtung Küste. Der Verwundete stirbt aber trotz der Strapazen kurz vor Erreichen der Küste an der erlittenen Bauchverletzung. Auch der Versuch der verbliebenen Träger, wenigstens den Leichnam zu bergen, scheitert, als der tote Körper an einer Stromschnelle verloren geht und unauffindbar in ein Sumpfgebiet abgetrieben wird.
Der andere Teil des Zuges setzt die Aufklärungspatrouille fort. Der Unteroffizier Martinez – bekannt als der fähigste Soldat der Gruppe – schleicht nachts zurück zum Bergpass, um zu erkunden, ob sich die Japaner von dieser Stelle zurückgezogen haben. Er findet zahlreiche japanische Soldaten in einem Lager und ersticht eine japanische Wache.
Sergeant Croft sorgt dafür, dass der den Zug leitende Leutnant Hearn vom Vorhandensein der Japaner auf dem Bergpass keinerlei Kenntnis erhält. Als die Gruppe am nächsten Tag den Bergpass ersteigt, wird der den Zug anführende und völlig ahnungslose Leutnant Hearn von den Japanern erschossen. Der Aufklärungszug zieht sich daraufhin vom Pass zurück.
Gegen den Willen aller anderen setzt der nun wieder den Zug leitende Sergeant Croft durch, dass die Übersteigung des Mount Anaka versucht wird. Bei dieser hochalpinen und nahezu unmöglichen Bergtour scheitert der Soldat Roth beim Versuch einen Felsspalt zu überspringen und fällt in den Tod. Als Croft dann in ein Hornissennest tritt, verursachen die angreifenden Hornissen Panik in der Gruppe. Die Soldaten beginnen in wilder Flucht mit dem Abstieg, so dass der Ersteigungsversuch des Berges endgültig abgebrochen werden muss.
Ohne Wissen des Aufklärungszuges war die Eroberung der Insel aber schon kurz nach Entsendung der Aufklärungspatrouille so gut wie abgeschlossen. Die erlittenen Qualen und der Tod von drei Protagonisten waren damit militärisch nutzlos.
Über weite Strecken widmet sich der Text aber – neben den ausführlichen Rückblenden in das Leben einzelner Protagonisten – dem Alltagsleben und täglichen Konflikten der Soldaten.

## Komposition, Stil und Deutung
Der Roman enthält zwar einige Kampfszenen, doch nicht die Kampfhandlungen werden vornehmlich geschildert, sondern das psychologische Porträt der Soldaten und ihrer militärischen Vorgesetzten. Sehr häufig setzen die Protagonisten dabei das unmittelbar Erlebte in Bezug zu ihrem zivilen Leben und privaten Ansichten.
Die Offiziere um General Cummings führen ein zunächst fast sorgenfreies Leben und werden – im Unterschied zur Truppe – auch gut verpflegt und vertreiben sich angenehm ihre Zeit. Exemplarisch wird der Müßiggang und die Langeweile der Offiziere anhand eines Strandtages mit Tontaubenschießen und ähnlichen Vergnügungen geschildert. Die Darstellung des Offizierscorps ist durchweg negativ, die Mehrzahl der Offiziere wird als intellektuell und politisch wenig interessiert beschrieben.
Die einfachen Soldaten und Unteroffiziere zeigt Mailer hingegen als zwar ruppige, aber eigentlich ordentliche, anständige Kerle, die good Americans sind. In die Streitkräfte und schließlich auf diese „gottverdammte Insel“ (Zitat) wurden sie schicksalhafterweise verschlagen. Vereinzelte Bekanntschaften mit Japanern ergeben, dass es auch hier nicht anders ist. Aber die Abgründe der menschlichen Natur werden ungeschönt offenbart. Ein kriegsgefangener japanischer Infanterist wird, nachdem man mit ihm eine Zigarette geraucht hat, kaltblütig von dem sadistischen Sergeant Croft erschossen.
Es wird anschaulich gezeigt, dass der Mensch verderbt und hilflos dem Krieg ausgeliefert ist, dass es aber auch Grenzen gibt, über die er nicht gestoßen werden kann, wie der Autor bemerkt. Der lange Aufenthalt auf der Insel, der militärische Drill, die Hilflosigkeit vor dem lauernden Tod demoralisiert die Männer. Was die Männer wirklich interessiert, bringt der Chor, ähnlich wie im epischen Theater, verdichtet, zum Ausdruck: Essen, Frauen, der Heimatschuss, die Ablösung und das Leben nach dem Krieg.
Gebrochen durch wechselnde Erzähltechnik und an H. G. Wells’ Die Zeitmaschine erinnernde Rückblicke vermittelt der Roman die Vision einer ihrer Freiheit beraubten Menschheit und geht damit über die Sentimentalität üblicher Kriegsliteratur hinaus.

## Historische Bezüge
Die Schauplätze und Figuren des Romans sind weitgehend fiktiv. Lediglich General Douglas MacArthur wird gegen Ende des Buches kurz erwähnt. Es spricht jedoch einiges dafür, dass Mailer in seinem Buch auf die Kämpfe bei Guadalcanal (August 1942 bis Februar 1943) anspielte. Die Kämpfe (relativ ungefährdete Landung, japanische Gegenangriffe über einen Fluss, langes „Säubern“ der Insel) verlaufen ähnlich, und die Insel Anopopei des Buchs verfügt über geografisch vergleichbare Eigenschaften (was auch eine Karte in einigen Varianten aufzeigt). Anders als in dem Buch The Thin Red Line (dt. Titel: Insel der Verdammten) von James Jones, das sich eindeutig auf Guadalcanal bezieht, gibt es bei Die Nackten und die Toten auch Widersprüche: die Kämpfe spielen sich erst 1943 ab, die Männer gehören einer Heeres- und nicht einer Marine-Division an und haben zuvor schon eine andere Insel namens „Motome“ erobert.

## Hauptfiguren des Romans
Der dauernde Konfliktstoff des Romans ergibt sich zwangsläufig aus dem Verhalten der jungen Soldaten zu den Offizieren. Untereinander wird provoziert, kommandiert und diskriminiert. Folgende Charaktere können als Hauptcharaktere gelten, denn bei ihnen schildert Mailer in Kapiteln als Rückblenden Szenen aus deren Leben vor dem Krieg:
- General Edward Cummings ist eine der Zentralgestalten des Romans. Er entstammt einer wohlhabenden Kaufmannsfamilie des mittleren Westens. Von Jugend an verfügt er über hervorragende geistige Fähigkeiten, war aber stets einsam und sozial isoliert. Aufgrund seiner Herkunft stehen ihm alle Möglichkeiten des gesellschaftlichen Aufstiegs offen, er besucht die elitäre Militärakademie und Universität West Point. Er heiratet seine aus einer einflussreichen Bostoner Familie stammende Cousine Margaret, mit der er unglücklich liiert ist, da Cummings seit längerem seine homosexuellen Neigungen unterdrückt. Er ist ein brillanter und rücksichtsloser Stratege und der einzige Offizier, der die militärischen Probleme des Feldzugs komplett überblickt. Da er Ehrgeiz im Hinblick auf eine weitere Karriere beim Militär oder dem diplomatischen Dienst entwickelt, plant er auch über die Kampagne auf Anopopei hinaus. Sein Menschenbild fußt auf einer inhumanen Grundgesinnung und kalten Ratio. Aufgrund des relativen Wohlstands in den Vereinigten Staaten behandelt er die einfachen Soldaten bewusst schlecht, denn er hält den Hass auf die Offiziere für leistungsfördernd. Demokratische und kommunistische Ansichten kennt er zwar, doch hält er entsprechende Bewegungen für naiv, da sie nicht durchsetzbar seien. Stattdessen zeigt er sich vom Faschismus angetan. Außerdem seien antikommunistische Positionen in der nahen Zukunft karrierefördernd. Dies bringt ihn in Konflikt mit seinem Adjutanten, den er anfänglich für einen verwandten Geist hält.
- Der Adjutant Lieutenant Robert Hearn, auch er entstammt einer wohlhabenden (Fabrikanten)-Familie des mittleren Westens und verfügt ebenfalls über sehr gute geistige Anlagen. Spätestens während seiner Studienzeit verlässt er aber den von seiner Familie vorgedachten Karriereweg und wendet sich zunächst naturwissenschaftlichen und später künstlerischen Beschäftigungen zu. So arbeitet Hearn in New York als Lektor bei einem Verlag. Er beschäftigt sich intensiv auch mit radikalen politischen und philosophischen Ansichten. Eine feste Weltanschauung entwickelt er dabei aber nicht. Hearn leidet unter der Tatsache, dass er in seinem bisherigen Leben trotz seiner Herkunft und seiner unbestreitbaren Fähigkeiten noch kein ihn innerlich ausfüllendes und befriedigendes Leben zustande gebracht hat. Seine liberalen Ansichten führen zu Auseinandersetzungen mit seinem Vorgesetzten General Cummings. Der General genießt es, Hearn die Aussichtslosigkeit betont menschenfreundlicher Ansichten vor Augen zu führen. Dabei ist Lieutenant Hearn die einzige Persönlichkeit des Romans, die den festen Glauben an die Humanität bewahrt hat. Er ist auch der einzige Offizier, der den Mut hat, sich der Macht zu verweigern. Er ist davon überzeugt, dass es den Politikern und Generälen dieser Welt niemals gelingen wird, den Widerstand der Menschen gänzlich zu brechen. Nach seiner Versetzung vom Adjutanten zum Leiter des Zuges, gerät er wegen seiner als anbiedernd empfundenen weichen Menschenführung in Konflikt mit den Soldaten. Hearn kann als Alter Ego des Autors gelten.
- Sergeant Sam Croft, ist der Zugführer des Aufklärungszuges. Vor dem Krieg hat er auf der Ranch seines Vaters in Texas als Viehzüchter gearbeitet. Später diente er in der Nationalgarde und erschoss während dieser Zeit einen streikenden Arbeiter auf einem Ölfeld. Er ist ein fähiger Soldat und wird von seinen Männern gefürchtet und respektiert. Den Aufklärungszug betrachtet er als seinen persönlichen Besitz und führt ihn mit eiserner Härte. Seine Charakterzeichnung ähnelt der von Cummings, obwohl er selbst weniger intellektuell ist; wie auch der General weiß er insgeheim, dass er von seinen Männern gehasst wird und versucht erfolgreich, diese durch Angst zu beherrschen. Zudem neigt er zu Brutalität und Skrupellosigkeit. So erschießt er einen japanischen Gefangenen, dem er bei der Gefangennahme zunächst das Gefühl vermittelte, er werde als Kriegsgefangener behandelt. Von Anfang an fasziniert ihn der die Insel Anopopei beherrschende Mount Anaka auf seltsame Weise. Die Besteigung dieses Gipfels wird zu einer fixen Idee von Croft. Diese führt zu einer Intrige gegen den dem Zug zugeteilten Offizier Hearn, die mit dessen Tod endet. Croft ist äußerst reaktionär und zeigt sich gegenüber Goldstein auch antisemitisch.
- Sergeant Julio Martinez ist der Kundschafter der Truppe, wird als ihr fähigster Soldat beschrieben und trägt den Spitznamen „Japskiller“. Er ist der einzige Vertraute von Croft im Zug, stellt sich am Mount Anaka aber auch kurzzeitig gegen diesen. Ihn plagen zwei Sorgen: seine panische Angst vor dem Tod, die ihn aber auch zu Höchstleistungen treibt, und seine Scham, mexikanischer Herkunft zu sein und daher nie wirklich von den US-Amerikanern respektiert zu werden.
- Sergeant William Brown ist der dritte Unteroffizier im Zug. Brown wird als leutseliger, freundlicher All American Boy mit einem Hang zu Saufgelagen und Bordellbesuchen im zivilen Leben, in dem er als Verkäufer arbeitet, geschildert. Insgeheim ist Brown jedoch traumatisiert von den Erlebnissen bei den Schlachten und traut sich selbst nicht mehr zu, seine Position als Unteroffizier auszufüllen.
- Woodrow Wilson wird als fröhlicher, übertrieben sorgloser Frauenheld geschildert. Wilson, der den Namen eines amerikanischen Präsidenten trägt, stammt aus einfachen Verhältnissen, begnügt sich aber im Vergleich zu anderen Soldaten des Zuges mit seinem Leben und unternimmt keine besonderen Anstrengungen, sozial aufzusteigen. Im Privatleben, aber auch gegenüber den Kameraden in seinem Zug, neigt er zu kleinen Gaunereien und Verantwortungslosigkeit, teils aufgrund seines Charakters, teils, weil es ihm Vorteile bringt. Während der Patrouille wird er zum wiederholten mal von den Folgen einer Geschlechtskrankheit geplagt.
- Red Valsen, ein schwedischstämmiger Bergarbeitersohn aus Montana, ist einer der älteren und erfahrenen Soldaten der Gruppe und besitzt nihilistische Züge und eine starke Bindungslosigkeit und Gleichgültigkeit. Er arbeitete bereits als 12-Jähriger im Untertagebau, verließ seine Heimat jedoch als junger Mann. Danach führte Red bis zum Eintritt in die Armee ein unstetes Leben unter anderem als Landstreicher und Tellerwäscher, das von seiner Rastlosigkeit und seiner Unfähigkeit, sich mit Frauen endgültig zu binden, geprägt war. Obwohl er gegenüber den Kameraden im Zug fürsorgliche Gefühle hegt, fällt es ihm schwer, diese auszudrücken. Er ist antiautoritär eingestellt und verachtet alle Offiziere. Nach Croft ist er der mutigste Mann im Zug und der einzige, der es wagt, gegen ihn aufzubegehren. Hearn empfindet unterschwellig Sympathie zu Red, wird aber von ihm abgewiesen. Als Folge seiner Wanderjahre leidet Red an chronischen Nierenproblemen, die ihn wegen des feuchten Wetters auf der Insel wieder plagen.
- Jack Gallagher wird als mürrischer, sehr gläubiger Katholik irischer Herkunft geschildert. Er schließt sich in seinen jungen Jahren in Boston einer reaktionären politischen Gruppe an und hat antisemitische Ansichten, was zu Konflikten mit den Juden im Zug führt. Andererseits besitzt er ein starkes Familiengefühl, weswegen er in eine tiefe Krise stürzt, als seine Frau im Kindbett stirbt.
- Joey Goldstein ist ein aus armen Verhältnissen stammender freundlicher, gutherziger und -gläubiger Handwerker aus New York mit einem Hang zum Philosophieren. Als gläubiger Jude hat er mit antisemitischen Ressentiments zu kämpfen und versucht zu ergründen, was das Besondere an den Juden ist. Trotzdem verhält er sich gegenüber den anderen Männern im Zug betont freundlich, was immer wieder zu Enttäuschungen für ihn führt. Insbesondere hat Goldstein unter Croft zu leiden, obwohl er oftmals fleißiger als die anderen Männer ist und auch technische Verbesserungen vorschlägt.
- Casimir „Polack“ Czienwicz ist ein amoralischer Charakter. Aus einfacher Herkunft stammend, verhielt er sich clever und geschickt, suchte und fand schon als Jugendlicher Kontakte zur organisierten Kriminalität in Chicago. Da er in jeder Situation zurechtkommen kann, fügt er sich auch als Neuling, der erst nach der Landung zum Zug stößt, schnell ein. Polack hat eine religionsfeindliche Einstellung, wofür er von Gallagher verachtet wird.
- Oscar Ridges ist der Sohn eines armen Farmers und kannte vor der Armee nahezu nur das harte Landleben. Ridges ist Analphabet und sehr gläubig. Jedoch beginnt er angesichts der Leiden des Krieges und dem stetigen Pech seiner Familie an Gott zu zweifeln.
- Roth ist der älteste Teilnehmer des Trupps. Trotz guter geistiger Anlagen hatte er nie eine einträgliche Stelle und bedauert stets, nicht mehr aus seinem Leben gemacht zu haben. Er kann die Strapazen in der Armee schlecht ertragen und wird von Croft verachtet. Roth hat insgesamt einen weichen Charakter, was zu Minderwertigkeitskomplexen gegenüber seiner Familie und auch seinen Kameraden führt. Während des von Croft erzwungenen Versuchs, den Mount Anaka zu besteigen, stürzt er in eine Felsspalte und stirbt.

Während die Offiziere vom Major bis zum Divisionsgeneral ständig ihre Karriere im Auge haben, vegetieren die Soldaten ohne Zeit dahin, nur darauf bedacht, nicht zu verrecken, ihre körperlichen Bedürfnisse zu befriedigen und die Armee möglichst bald zu verlassen. Mailer stellt in den Romankapiteln einzelne Männer heraus und beschreibt ihren Werdegang, die Kindheit, das Elternhaus, die erste Liebe, den Job. Die jungen Männer sind die Hauptpersonen des Romans, allesamt normale Amerikaner aus den verschiedenen Landesteilen. Er beschreibt in jedem Fall das Aussehen des Typs genau, so den
- neunzehnjährigen Arthur Stanley, der eigentlich ein hübscher Bursche gewesen wäre, wenn ihn nicht seine lange Nase und sein spärlicher schwarzer Gesichtsbart so sehr verunziert hätte;
- Roth, ein kleiner etwas buckliger Mann mit langen Armen, der ein Kind, einen zweijährigen Jungen sein Eigen nannte und dessen Frau ein schwammiges Gesicht hatte;
- Sergeant Brown, der behauptete, dass seine Frau eine Schönheit sei;
- Jack Gallagher, der sich stets nach den leidenschaftlichen Augen seiner Frau Mary sehnte;
- Pollack Czienwicz, ein Produkt der Slums von Chicago und der Typ des gerissenen Gauners, dessen einziges Lebensbild darin besteht, aus jeder Situation für sich selbst das Beste herauszuholen;
- William Brown, er war etwas mehr als mittelgroß, ein bisschen fett, mit einem jungenhaften Gesicht, einer breiten Stupsnase, hatte Sommersprossen und rötlichbraunes Haar, aber um seine Augen waren Falten und einige Dschungelgeschwüre an seinem Kinn.

## Zitate
- Das Töten verlor alles Maß und bedrückte die Männer weniger als die Entdeckung, dass sich einige Ameisen auf ihrem Nachtlager befanden.
- Zum erstenmal in unserer Geschichte, sage ich Ihnen, sind die mächtigen Männer in Amerika sich ihrer wirklichen Ziele bewusst geworden. Passen Sie auf. Nach dem Krieg wird unsere Außenpolitik weit nackter werden und weniger heuchlerisch als je zuvor. Wir werden nicht länger mit der linken Hand unsere Augen verdecken, während wir mit der rechten eine imperialistische Klaue ausstrecken. (Cummings).
- Gewisse Dinge waren gegen die Regel. Die Japaner hatten in den letzten Wochen des Feldzuges eine Anzahl kleiner Lazarette errichtet und beim Rückzug viele ihrer Verwundeten getötet. Die einrückenden Amerikaner erledigten, was noch an Verwundeten übriggeblieben war, zerschmetterten ihre Köpfe mit dem Gewehrkolben oder erschossen sie.

## Publikationen
Die deutsche Übersetzung von Walter Kahnert erschien 1950 bei F. A. Herbig. In der DDR erschien die gleiche Übersetzung 1967 im Verlag Volk und Welt Berlin.
Die Neuübersetzung von Peter Torberg und Jürgen Bürger erschien 2018 im Langen Müller Verlag.

## Verfilmung
Der Roman wurde 1958 unter der Regie von Raoul Walsh verfilmt.

## Hörspiel
1950 wurde auf Grundlage des Romans ein Hörspiel unter der Regie von Rudolf Noelte bei RIAS Berlin produziert. Es sprachen Hans Wiegner, Max Grothusen, Klaus Herm, Dietrich Frauboes, Peter Mosbacher, Ingrid Rentsch, Heinz Palm, Hans Hessling, Karl Heinz Oppel, Hans Hemes und Paul Edwin Roth.